# عز الدين عمر موسى
عز الدين عمر موسى (ولد 1355 هـ / 1936 م) باحث ومحقِّق سوداني متخصِّص بالتاريخ وبالدراسات الإستراتيجية والمستقبلية. حاصل على جائزة الملك فيصل العالمية في الدراسات الإسلامية عام 2003، عن موضوع "التاريخ الاقتصادي عند المسلمين". وهو عضو رابطة الأدب الإسلامي العالمية. 

## ولادته وتحصيله
وُلد أبو أيمن، عز الدين بن عمر بن أحمد موسى في جزيرة توتي بالخُرطوم عاصمة السودان، سنة 1355هـ/ 1936م. بعد إتمامه الدراسة الثانوية ابتُعث إلى الجامعة الأمريكية في بيروت لمتابعة دراسته فتلقَّى فيها تعليمه الجامعي والعالي، وحصل منها على دبلوم التربية، وعلى درجتي الماجستير والدكتوراه في التاريخ الإسلامي.
واتصل في بيروت بقامات علمية عربية معاصرة كبيرة، وتجذَّرت صلته بهم، من أقطار شتَّى منهم: ناصر الدين الأسد، ومصطفى زيادة، وزريق بنيه، وأمين فارس، ونقولا زيادة، ومحمود الغول، وكمال صليبي، وإحسان عباس، ومحمد يوسف نجم، وأنيس فريحة. إضافة إلى حمد الجاسر، وخير الدين الزِّرِكْلي، ومحمد المبارك، وأهل الفكر السياسي والاجتماعي والفلسفي. وكان لإحسان عباس تأثير عميق في مسيرته العلمية والفكرية، ولزملاء دراسته تأثير متبادل، ولا سيَّما مصطفى الحيارى، ومحمد عدنان البخيت.

## عمله ووظائفه
بدأ العمل مدرِّسًا في التعليم المتوسط والثانوي في السودان. ثم التحق عام 1393هـ/ 1973م بجامعة أحمدو بلو في مدينة زاريا بنيجيريا، إلى عام 1403هـ/ 1983م. وتدرَّج في المراتب الجامعية حتى بلغ مرتبة (بروفسور) أستاذ للتاريخ الإسلامي والإفريقي.
ثم انتقل إلى السعودية للعمل في قسم التاريخ بجامعة الملك سعود في الرياض، أستاذًا للتاريخ الإسلامي عام 1404هـ/ 1984م. وأشرف على عدد من طلاب الدراسات العليا في رسائل الماجستير والدكتوراه. ثم عمل عميدًا لكلية الدراسات الإستراتيجية في جامعة الأمير نايف للعلوم الأمنية.

## نشاطاته وعضوياته
- عضو في لجنة (الألسكو) المنظمة العربية للتربية والثقافة والعلوم، لدراسة أوضاع الدراسات العربية والإسلامية في جامعات غرب إفريقيا.
- عضو في منتدى الفكر العربي في الأردن.
- عضو في رابطة الأدب الإسلامي العالمية.
- عضو في مؤسسة آل البيت للفكر الإسلامي في الأردن.
- عضو لجنة الاختيار والتحكيم بجائزة الملك فيصل العالمية للدراسات الإسلامية لعدَّة دورات.

- شارك في الدروس الحسنية في المغرب عدَّة سنوات.
- شارك في كثير من المؤتمرات في مجال تخصُّصه.
- له نشاط اجتماعي وثقافي كبير بمشاركته في الملتقيات الفكرية والعلمية والثقافية، والأنشطة الصَّحَفية والرياضية.[3]

## كتبه وآثاره

### مؤلفات
1. وَفَيات الأعيان لابن خَلِّكان، الجزء 8، الفهارس العامَّة، بالاشتراك مع وداد القاضي، دار الثقافة ببيروت، 1972.[4]
2. المغرب: دولة الموحِّدين والدول التي بعدها من القرن الثاني عشر إلى القرن السادس عشر الميلاديين، (بالإنجليزية)، بالاشتراك مع عثمان سيِّد أحمد إسماعيل، في الأطلس التاريخي لإفريقيا، تحرير: كرودرر و ج ف. آجاي لاغوس، لونغمان لندن، 1981.
3. دراسات في تاريخ المغرب الإسلامي، دار الشروق بالقاهرة، 1983.
4. النشاط الاقتصادي في المغرب الإسلامي في القرن السادس الهجري، دار الشروق بالقاهرة، 1983.
5. ابن سعد وطبقاته، دار الغرب الإسلامي ببيروت، 1987.
6. الموحِّدون في الغرب الإسلامي تنظيماتهم ونظمهم، دار الغرب الإسلامي ببيروت، 1991.
7. دراسات إسلامية عن غرب إفريقية، سلسلة بحوث تاريخية، الجمعية التاريخية السعودية بالرياض، الإصدار الثاني، 1999.
8. دراسات إسلامية غرب إفريقيَّة، دار الغرب الإسلامي ببيروت، 1999.
9. الخطاب الثقافي العربي بين الماضي والمستقبل، مؤسسة عبد الحميد شومان بعمَّان، 2001.
10. وقفات منهجية مع المفاهيم والمنظور والأساليب، دار الغرب الإسلامي ببيروت، 2003.

ويتميز كتابه "النشاط الاقتصادي في المغرب الإسلامي في القرن السادس الهجري" الذي نال به جائزة الملك فيصل العالمية، بالمنهجية والموضوعية، مما يجعله مرجعًا مهمًّا للباحثين في التاريخ الاقتصادي عند المسلمين.

### تحقيقات
1. دُرَر السِّمْط في خبر السِّبْط،[ا] لابن الأبَّار القُضاعي،[3] دار الغرب الإسلامي ببيروت، 1987.
2. تاريخ إفريقية والمغرب، للرقيق القَيْرواني، بالاشتراك مع عبد الله العلي الزيدان، دار الغرب الإسلامي ببيروت، 1990.
3. نيل الابتهاج، لأحمد بابا التنبكتي، 3 أجزاء، دار الغرب الإسلامي ببيروت، 2001- 2002.

## جوائزه وتكريمه
- حصل على جائزة الملك فيصل العالمية في الدراسات الإسلامية سنة 1423هـ/ 2003م، عن موضوع "التاريخ الاقتصادي عند المسلمين"، بالاشتراك مع إبراهيم أبو بكر حركات.[3]
- كرمه منتدى الاثنينية في جُدَّة برعاية الوجيه السعودي عبد المقصود خوجه عام ؟؟؟ .
- حصل على وسام السودان الذهبي للعلوم والآداب.

## قيل عنه
- قال الدكتور عبد الله الزيدان رئيس الجمعية التاريخية السعودية المشرف على مركز دراسات وتاريخ الجزيرة العربية بجامعة الملك سعود: «إن المناهج التي قدَّمها الدكتور عز الدين موسى لقسم التاريخ مناهج لم تعهدها الأقسام في المملكة العربية السعودية، والتغييرات في الدراسات العليا والدكتوراه خصوصًا أن أول لجنة عملت على وضع برنامج للدكتوراه في المملكة كان هو رئيسَها، والحقيقة أنها كانت قصة نجاح، لقد خدم الدكتور عزالدين في جامعة الملك سعود خمسًا وعشرين سنة جُدِّد له بعد تقاعده عشر مرَّات، وهذا ما لم يتهيَّأ للسعوديين، لأن مدير الجامعة والقسم يعرفون كم هو إضافة متميزة للتعليم العالي في جامعة الملك سعود، وربما في غيرها، بسبب ريادته لجميع الفعاليات والنوادي والصالونات الأدبية والفكرية في مدينة الرياض».[5]
- قال الدكتور يحيى أبو الخير أستاذ الجيوموفولوجيا والأساليب الكمِّية في قسم الجغرافيا بجامعة الملك سعود: «هو العالم الفذُّ والمفكِّر الجليل، والإنسان البارُّ بأمَّته، والقريب من محبِّي الفكر والثقافة والعلم، وصنَّاع الكلمة وعشاق القلم ومحترفي المعرفة. وقد شَهِدَت للدكتور عز الدين موسى أقلامُ العدول بالعلم والفضل والكرامة، والمجد والصِّيت، والاعتداد بالنفس الواثقة بربِّها المؤمنة به المتوكِّلة عليه، حتى أضحت ذِكراه العطرة ملءَ السمع والبصر، وشخوص إشارات البَنان».[6]

## أسرته
ابنته الدكتورة رندة عز الدين موسى طبيبة مختصَّة بجهاز الهضم والمناظير، في مستشفى الملك خالد الجامعي بالرياض.

## الملاحظات
1. ↑  في كتاب "الفائزون بجائزة الملك فيصل العالمية في ثلاثين عامًا" ص149 تصحَّف عنوان الكتاب إلى "دور السمط في خبر البسط"!